# Ga Shindō-Higashi
Ga Shindō-Higashi (新道東駅) là nhà ga tàu điện ngầm nằm ở Higashi, Sapporo, Hokkaidō, Nhật Bản. Nhà ga được đánh số H02.

## Bố trí ga
| G                                 | Mặt đất                                   | Lối vào/Lối ra                    |
| Sân ga                            | Sân ga cạnh, cửa sẽ mở ở bên trái         | Sân ga cạnh, cửa sẽ mở ở bên trái |
| Sân ga 1                          | đi H03 Motomachi (Hướng đi Fukuzumi) →    |                                   |
| Sân ga 2                          | ← đi H01 Sakaemachi (Hướng đi Sakaemachi) |                                   |
| Sân ga cạnh, cửa sẽ mở ở bên trái |                                           |                                   |

## Lịch sử
- 2 tháng 12 năm 1988: Nhà ga mở cửa, điểm bắt đầu của tuyến từ Sakaemachi đến Hōsui-Susukino.[1]
- 24 tháng 3 năm 2017: Cửa chắn sân ga đã được lắp đặt và đi vào hoạt động. Đánh dấu việc hoàn tất lắp đặt hệ thống cửa chắn trên toàn bộ nhà ga của cả ba tuyến tàu điện ngầm ở Sapporo.

## Xung quanh nhà ga
- Quốc lộ 274 (đến Shibecha)
- Trường tiểu học Sakaemachi, Sapporo
- Trường trung học cơ sở Sakaemachi, Sapporo
- Trung tâm thương mại AEON Motomachi, Sapporo

## Thống kê lượng hành khách
Theo Cục Giao thông vận tải Thành phố Sapporo, số lượng hành khách trung bình mỗi ngày trong năm tài chính 2020 là 5.958.
Số lượng hành khách trung bình mỗi ngày trong những năm gần đây như sau.
| Năm  | Lượng hành khách trung bình mỗi ngày | Nguồn |
| ---- | ------------------------------------ | ----- |
| 2003 | 6,508                                | [ 2 ] |
| 2004 | 6,678                                | [ 2 ] |
| 2005 | 6,868                                | [ 2 ] |
| 2006 | 6,998                                | [ 2 ] |
| 2007 | 6,992                                | [ 2 ] |
| 2008 | 6,996                                | [ 2 ] |
| 2009 | 6,860                                | [ 2 ] |
| 2010 | 6,977                                | [ 2 ] |
| 2011 | 6,977                                | [ 3 ] |
| 2012 | 7,148                                | [ 3 ] |
| 2013 | 7,503                                | [ 3 ] |
| 2014 | 7,767                                | [ 3 ] |
| 2015 | 7,881                                | [ 3 ] |
| 2016 | 8,153                                | [ 4 ] |
| 2017 | 7,984                                | [ 4 ] |
| 2018 | 8,023                                | [ 5 ] |
| 2019 | 7,977                                | [ 5 ] |
| 2020 | 5,958                                | [ 6 ] |

## Tuyến xe buýt
Trạm chờ xe buýt
- Tuyến Higashi 76 Okadama Kita-Sanjūyo-Jō: Trường tiểu học Nakanuma
- Tuyến Higashi 78 Sapporo Shindo: Văn phòng (Xe buýt Chūō, Sapporo, Hokkaidō)

Lối ra số 5
- Tuyến Higashi 76 – Higashi 78: Ga Kita-Sanjūyo-Jō

## Hình ảnh

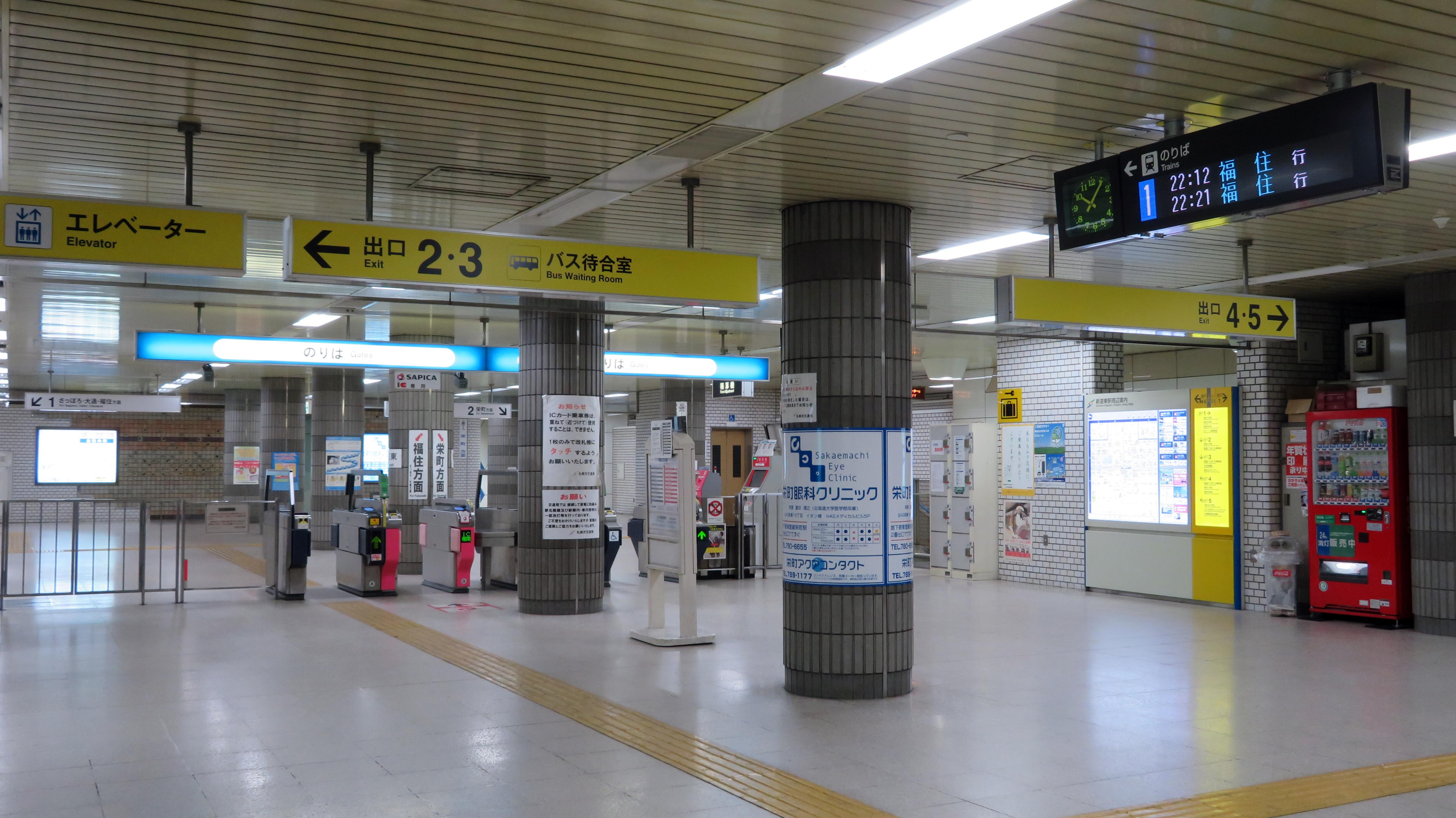
Cổng soát vé
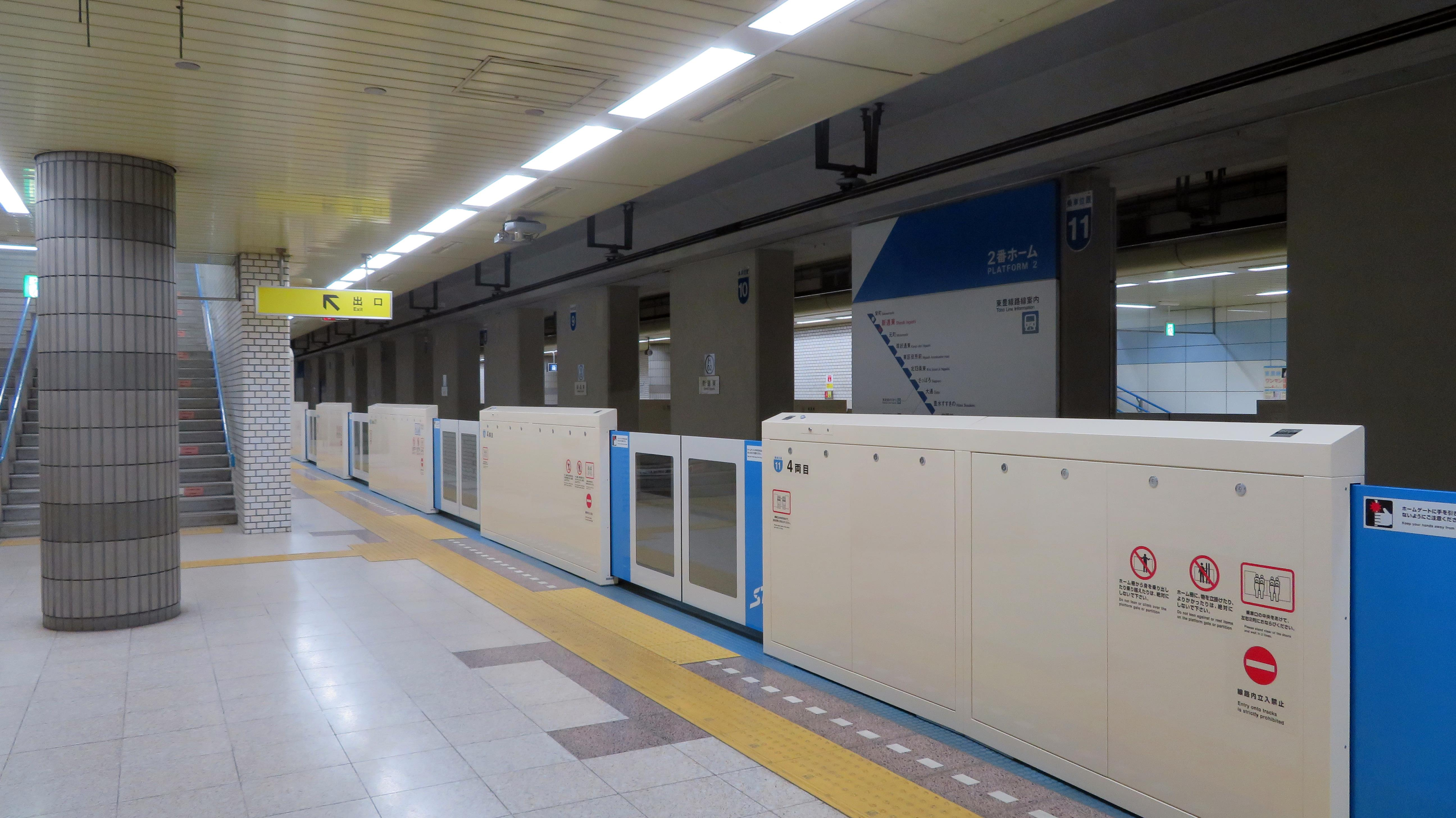
Sân ga
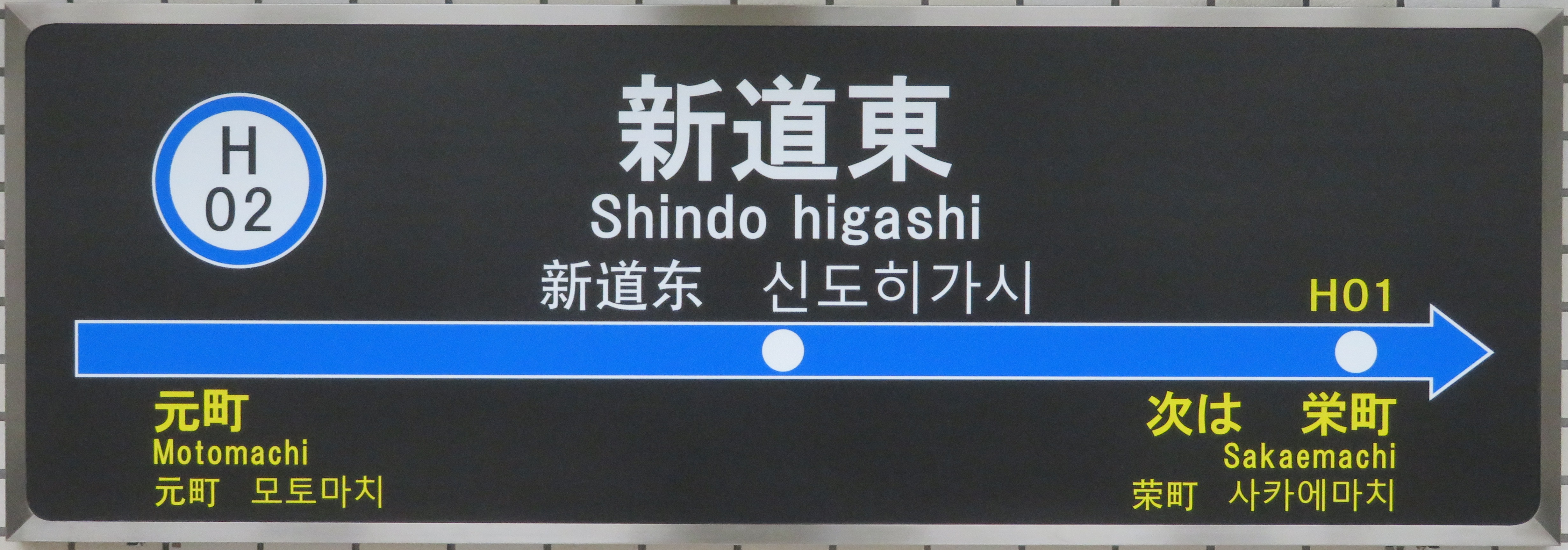
Biển tên của nhà ga